# Senlac
Die Senlac war eine 1973 in Dienst gestellte Fähre der britischen Reederei Sealink. Im Laufe seiner fast vierzigjährigen Dienstzeit wechselte das Schiff mehrfach seinen Namen und Betreiber. 2010 wurde es in der Türkei abgewrackt.

## Geschichte
Die Senlac entstand unter der Baunummer CF3 bei Arsenal de la Marine National Francaise in Brest und wurde am 1. Dezember 1972 vom Stapel gelassen. Nach der Übernahme durch Sealink im April 1973 wurde das Schiff am 26. April für mehrere Küstenfahrten in Dienst gestellt, ehe es am 2. Mai den offiziellen Fährbetrieb von Newhaven nach Dieppe aufnahm.
Von Dezember 1975 bis Januar 1976 war die Senlac kurzzeitig auf der Strecke von Dover über Boulogne-sur-Mer nach Folkestone im Einsatz. Am 28. Juni 1977 nahm sie an einer Flottenparade zum 25. Thronjubiläum von Königin Elisabeth II. teil.
Am 16. Juni 1980 brach ein Feuer im Maschinenraum des Schiffes aus. Die zirka eintausend an Bord befindlichen Passagiere mussten evakuiert werden. Es wurde anschließend in Avonmouth repariert und im August 1980 wieder in Dienst gestellt. Ein weiteres Unglück ereilte die Senlac am 4. Oktober 1981, als im Hafen von Dieppe die Laderampe des Schiffes kollabierte und ein LKW ins Wasser stürzte. Der Fahrer kam dabei ums Leben.
Im Januar 1982 streikte die Besatzung der Senlac in Newhaven, nachdem ein geplanter Verkauf des Schiffes nach Frankreich bekannt wurde. Die Senlac blieb letztlich noch weitere drei Jahre unter britischer Flagge in Fahrt, ehe sie 1985 doch an die französische SNCF verkauft wurde. An ihrem Einsatzgebiet änderte sich durch den Verkauf nichts.
Nach einer kurzen Charter an die B+I Line von Juni bis September 1987 wurde die Senlac im November 1987 an die Ventouris Sea Lines verkauft und in Apollo Express umbenannt. 1988 nahm sie den Fährbetrieb von Piräus über Paros, Naxos, Ios und Santorin auf.
1993 erhielt das Schiff den Namen Apollo Express 1. Nach zwei weiteren Jahren in Fahrt musste es im Oktober 1995 wegen finanzieller Schwierigkeiten der Reederei in Piräus aufgelegt werden. Im August 1996 ging es an unter dem Namen Express Apollon an die Agapitos Express Lines.
1999 übernahm Minoan Flying Dolphins die Express Apollon. Sie wurde von Piräus aus zu mehreren griechischen Inseln mit Santorin als Endziel eingesetzt. Am 28. Dezember 2003 kollidierte das Schiff vor Serifos mit einem Riff, wurde dabei aber nicht ernstlich beschädigt.
Im September 2004 wurde die Express Apollon in Piräus aufgelegt. Im Januar 2005 wurde sie von Hellenic Seaways übernommen und war fortan wieder auf der Strecke von Piräus nach Santorin in Fahrt. Am 12. Januar 2006 beendete sie ihre letzte Überfahrt und wurde am Folgetag erneut in Piräus aufgelegt.
Im November 2006 ging das Schiff in den Besitz eines griechischen Reeders über und wurde für die Apollonas Maritime SA. registriert. Im Juni 2007 nahm es für European Seaways den Fährbetrieb von Igoumenitsa nach Korfu und Brindisi auf. Nachdem die Express Apollon ab September 2007 fast ein Jahr lang auflag wurde sie ab Juli 2008 wieder auf dieser Strecke eingesetzt. Im November 2008 wechselte sie auf die Strecke von Bari nach Durres.
Im August 2010 musste das Schiff wegen eines Maschinenschadens ausgemustert werden. Es wurde nach Salamis überführt und dort aufgelegt. Im September 2010 ging die Express Apollon an eine Abbruchwerft im türkischen Aliağa, wo sie am 25. Oktober zum Abwracken eintraf.

## Schwesterschiffe
Die Selnac gehörte zu einer Baureihe von drei Schiffen. Ihre Schwesterschiffe waren die 1972 in Dienst gestellte Penelope A und die Panagia Tinou (2017 ebenfalls in Aliağa abgewrackt).